# Мур-Гейвен (Флорида)
Мур-Гейвен (англ. Moore Haven) — місто (англ. city) в США, в окрузі Глейдс штату Флорида. Населення — 1566 осіб (2020).

## Географія
Мур-Гейвен розташований за координатами 26°50′3″ пн. ш. 81°5′52″ зх. д. / 26.83417° пн. ш. 81.09778° зх. д. (26.834042, -81.097723). За даними Бюро перепису населення США в 2010 році місто мало площу 2,98 км², з яких 2,79 км² — суходіл та 0,19 км² — водойми. В 2017 році площа становила 2,76 км², уся площа — суходіл.

## Демографія
Згідно з переписом 2010 року, у місті мешкало 1680 осіб у 613 домогосподарствах у складі 408 родин. Густота населення становила 565 осіб/км². Було 832 помешкання (280/км²).
Расовий склад населення:
| - 61,2 % — білих - 24,8 % — чорних або афроамериканців - 0,4 % — азіатів - 11,4 % — осіб інших рас |

До двох чи більше рас належало 2,1 %. Частка іспаномовних становила 35,6 % від усіх жителів.
За віковим діапазоном населення розподілялося таким чином: 24,1 % — особи молодші 18 років, 60,1 % — особи у віці 18—64 років, 15,8 % — особи у віці 65 років та старші. Медіана віку мешканця становила 36,9 року. На 100 осіб жіночої статі у місті припадало 109,7 чоловіків; на 100 жінок у віці від 18 років та старших — 111,8 чоловіків також старших 18 років.
Середній дохід на одне домашнє господарство становив 40 326 доларів США (медіана — 29 918), а середній дохід на одну сім'ю — 43 241 долар (медіана — 31 917). Медіана доходів становила 25 833 долари для чоловіків та 19 973 долари для жінок. За межею бідності перебувало 25,1 % осіб, у тому числі 43,1 % дітей у віці до 18 років та 21,8 % осіб у віці 65 років та старших.
Цивільне працевлаштоване населення становило 971 особа. Основні галузі зайнятості: сільське господарство, лісництво, риболовля — 18,0 %, публічна адміністрація — 13,2 %, виробництво — 12,6 %.